# ポール・トルトゥリエ
ポール・トルトゥリエ（Paul Tortelier, 1914年3月21日 - 1990年12月18日）は、フランスのチェロ奏者、作曲家、指揮者。チェロ演奏では卓越した技巧、芯の太い音色の上に、真摯で深い精神性を湛えた表現で名高い。作曲家としても、『イスラエル交響曲』やチェロ作品など優れた作品を残した。

## 略歴
- パリ生まれ。6歳よりチェロを始め、パリ音楽院でチェロをジェラール・エッカンに師事、作曲と和声も学ぶ。インタビュー形式の自伝『ポール・トルトゥリエ　チェリストの自画像』（音楽之友社 ISBN 978-4-276-20368-6）によれば、長年にわたる母親の熱心な励ましがトルトゥリエを支えたという。
- 1930年、16歳でパリ音楽院チェロ科を1位で卒業。同年12月にはデビュー・リサイタルを開く。
パブロ・カザルスに師事したとよく書物などに書かれるが、影響は多分に受けたものの直接習ったことはないとトルトゥリエ自身によって語られている。
- 1935年、パリ音楽院作曲科を1位で卒業。以降、モンテカルロ国立歌劇場管弦楽団、ボストン交響楽団、パリ音楽院管弦楽団の首席チェロ奏者を歴任した。
- 1947年、トーマス・ビーチャム指揮アムステルダム・コンセルトヘボウ管弦楽団およびロイヤル・フィルハーモニー管弦楽団の演奏会で独奏者として活動開始。
- 1950年、カザルスを音楽監督として開催されたプラド音楽祭に参加、チェロ・パートのトップを受け持った。
- 1956年、パリ音楽院チェロ科教授。同年、イスラエル・フィルハーモニー管弦楽団を振って指揮者デビューを果たす。
- 1965年、オックスフォードで開催されたバッハ音楽祭で指揮する。
- 1969 - 1975年、ドイツ、エッセンのフォルクヴァング芸術大学教授。
- 1978 - 1980年、ニースのコンセルヴァトワール教授。
- 1990年、パリ郊外のピラルソー音楽学校で心臓発作のため没。チェロにもたれかかったまま亡くなったという。

## 作品
- 組曲ニ短調 - チェロ独奏のための（1944年）
- 二重協奏曲 - 2台のチェロとオーケストラのための（1950年）
- 弦楽のための捧げ物（1970年）

## 録音
EMIレーベルにバッハの無伴奏チェロ組曲を2回録音、ガブリエル・フォーレのチェロソナタ集（ジャン・ユボー、エリック・ハイドシェックと2回録音）、リヒャルト・シュトラウス『ドン・キホーテ』（ルドルフ・ケンペ指揮シュターツカペレ・ドレスデン）などが代表的。

## 教育者として
トルトゥリエは教育者としても知られ、ジャクリーヌ・デュ・プレ、アルト・ノラス、日本人チェリストの倉田澄子らが師事している。
トルトゥリエ・エンドピン（エンドピンが途中から折れ曲がっており、チェロ本体が水平の状態に近付く）を考案するなど、奏法についても研究、著書に『現代チェロ奏法　私の演奏法・教授法』（全音楽譜出版社 ISBN 4-11-336010-3）がある。

## 音楽一家
トルトゥリエの妻モード・マルタンも優れたチェロ奏者であり、長男ヤン・パスカルはヴァイオリニストを経て指揮者、長女マリア・ド・ラ・パオはピアニスト、次女のロマーナはチェリストである。トルトゥリエは、子供たちと演奏する室内楽を無上の喜びとしていたという。

## 文献
- Marc Vignal, Dictionnaire de la Musique, éditions Larousse.
- Article Paul Tortelier par Alain Pâris de l'Encyclopédie Universalis.